# Sakari Mattila
Sakari Mattila (født 14. juli 1989 i Tampere) er en finsk fodboldspiller, som spiller for den danske Superliga-klub SønderjyskE. Han kom hertil fra engelske Fulham F.C. i august 2016. Tidligere i karrieren har han  spillet i  HJK Helsinki, Aalesund , Klubi 04, Udinese, Ascoli, Bellinzona og seneste altså Fulham FC. 
Mattila har spillet på flere finske ungdomslandshold, og han er noteret for ti A-landskampe. Han fik debut på A-landsholdet 5. marts 2014 i en 2-1-sejr i en venskabskamp mod Ungarn, hvor han blev skiftet ind sidst i kampen.